# Чарун Раттанакун Сериренгрит
Чарун Раттанакун Сериренгрит (27 октября 1895 — 19 июля 1983) — таиландский государственный и военный деятель, один из генералов таиландской армии во время Второй мировой войны, а также министр экономики и транспорта в правительстве Плека Пибунсонгкрама.
Родился на территории современного района Бангкока Пхранакхон в семье офицера, имевшей знатное происхождение. Получил военное образование, после чего служил в армии и одновременно со званием капитана получил дворянский титул луонг. После Конституционной революции 1932 года вступил в первую политическую партию Сиама (как тогда назывался Таиланд) — Кхана Ратсадон. В том же году возглавил 1-й батальон войск связи.
Получив затем повышение по службе до полковника, 1 февраля 1936 года стал директором государственных железных дорог Сиама и возглавлял их до 1942 года. После начала Второй японо-китайской войны китайское правительство перестало заниматься экспортом сиамского риса в Японию, в связи с чем 5 октября 1938 года для прямых поставок в эту страну была образована отдельная компания, первоначально возглавлявшаяся министром экономики Пао Пиенлертом Борипанютакитом; вскоре руководство ею передали Сериренгриту. 6 сентября 1939 года принял участие в первом заседании правительства Плека Пибунсонграма в качестве заместителя министра экономики (эту должность он занимал до 26 сентября 1941 года), но отказался непосредственно участвовать в работе 9-го правительства Таиланда, согласившись стать лишь министром без портфеля.
В сентябре 1940 года, когда правительство Таиланда (название страны было изменено в 1939 году) готовилось к вторжению в Лаос, входивший в состав Французского Индокитая, Сериренгрит способствовал назначению майора Савая Савая Санякорна, связанного родственными узами с династией Луангхпрабанга, королевства, занимавшего значительную часть Французского Лаоса, на должность вице-губернатора провинции Нонгкхай.
В декабре 1940 года, будучи повышен в звании до генерала, получил назначение заместителем командующего Восточной (Бурапхской) армией Мангкорна Промйотхи и участвовал в боевых действиях Франко-тайской войны. 26 сентября 1941 года был назначен заместителем военного министра. 5 декабря того же года, за три дня до вторжения в Таиланд японской армии, вместе с премьер-министром Пибунгсонгкрамом, Йирой Вичхитсонгкрамом, Куангом Апайвонгом и другими государственными деятелями прибыл в Батамбанг для руководства войсками в Сисопхоне, однако через несколько часов после нападения японцев 8 декабря между Японией и Таиландом было подписано перемирие, а 21 декабря заключён военный союз.
В феврале 1942 года был повышен в звании до генерал-лейтенанта, а 7 марта назначен одновременно министром транспорта и министром экономики (в том же году соответствующее министерство было переименовано в Министерство экономики и торговли). В этом качестве стал членом 10-го правительства Таиланда, однако через два месяца, 5 мая, передал руководство Министерством транспорта Куангу Апайвонгу (руководство Министерством экономики и торговли сохранил до 8 сентября того же года), а 10 мая был назначен командующим сформированной Северо-Западной (Пхаяпской) армией, в японской историографии также известной как Таиландский экспедиционный корпус, предназначенной для ведения боевых действий в британской Бирме. В хорде Бирманской кампании Сериренгрит во главе этого формирования продвинулся по населённым шанами бирманским территориям, 26 мая занял город Чёнгтун и почти дошёл до границы с китайской провинцией Юньнань, но затем был вынужден отступить из-за начавшегося сезона дождей. Оккупированные бирманские территории были присоединены к Таиланду под названием «Сахарат Тай Дем» («สหรัฐไทยเดิม»; букв. «Воссоединённые с Таиландом территории»). В сентябре был отозван с военной службы и освобождён от обязанностей министра экономики и торговли, вновь став министром транспорта; в этой должности находился до отставки кабинета Пибунгсонгкрама в 1944 году.
После принятия 10 октября 1945 года правительством Сени Прамота Закона о военных преступлениях был арестован вместе с Пибунгсонгкрамом как военный преступник, однако в апреле 1946 года вышел на свободу после отмены данного постановления кабинетом Приди Паномионга. В мае 1946 года стал директором национальной торговой компании «Тай Нийом Фанит» и членом Сената. 8 ноября 1947 года участвовал в государственном перевороте и способствовал возвращению Пибунсонгкрама в политику. Членом Сената оставался до 1951 года, когда этот орган был временно распущен после так называемого «тихого» государственного переворота и восстановления конституции 1932 года. 11 ноября 1949 года был назначен на должность директора государственных железных дорог и занимал её на протяжении двух сроков: до 30 июня 1951 года и затем до 11 сентября 1959 года. В 1951 году получил воинское звание полного генерала.
Скончался 19 июля 1983 года; церемония кремации была проведена в храме Пхра Сли Махатхат.